# Hampton, Victoria
Hampton är en förort till Melbourne i Australien. Den ligger i kommunen Bayside och delstaten Victoria, omkring 14 kilometer söder om centrala Melbourne.